# Pozsonyi kerület
A Pozsonyi kerület (szlovákul Bratislavský kraj) közigazgatási egység Délnyugat-Szlovákiában, a főváros, Pozsony (Bratislava) környékén.
Nyugaton Ausztria, délen Magyarország, északon és keleten a Nagyszombati kerület határolja.
Nyugati részét a főváros és Morva torkolatvidéke képezi, délen a Duna határolja. Középső részén a Kis-Kárpátok hegyei, a Kárpátok nyugati nyúlványai emelkednek.
Lakosságának száma 602 436, melynek 4 százaléka, azaz 23 888 személy magyar nemzetiségű.

## Népessége
| Év:            | 1994.   | 2004.   | 2014.   | 2024.    |
| -------------- | ------- | ------- | ------- | -------- |
| Emberek száma: | 616 871 | 601 132 | 625 167 | 736 385  |
| Eltérés:       |         | -2,55 % | +3,99 % | +17,79 % |

| Év:            | 2023.   | 2024.   |
| -------------- | ------- | ------- |
| Emberek száma: | 732 757 | 736 385 |
| Eltérés:       |         | +0,49 % |

## Járások
A kerület a következő  8 járásból (okres) áll:
| Térkép                                                      | Járás                                       | Székhely             | Lakosság (fő, 2020) | Terület (km²) | Népsűrűség (fő/km²) |
| ----------------------------------------------------------- | ------------------------------------------- | -------------------- | ------------------- | ------------- | ------------------- |
| Malackai járás Bazini járás Szenci járás I. II. III. IV. V. | Bazini járás (Okres Pezinok)                | Bazin (Pezinok)      | 66 174              | 375,54        | 176,21              |
| Malackai járás Bazini járás Szenci járás I. II. III. IV. V. | Malackai járás (Okres Malacky)              | Malacka (Malacky)    | 75 325              | 949,46        | 79,33               |
| Malackai járás Bazini járás Szenci járás I. II. III. IV. V. | Pozsonyi I. járás (Okres Bratislava I.)     | Pozsony (Bratislava) | 42 546              | 9,59          | 4 436,5             |
| Malackai járás Bazini járás Szenci járás I. II. III. IV. V. | Pozsonyi II. járás (Okres Bratislava II.)   | Pozsony (Bratislava) | 116 669             | 92,49         | 1 261,42            |
| Malackai járás Bazini járás Szenci járás I. II. III. IV. V. | Pozsonyi III. járás (Okres Bratislava III.) | Pozsony (Bratislava) | 70 641              | 74,67         | 946,04              |
| Malackai járás Bazini járás Szenci járás I. II. III. IV. V. | Pozsonyi IV. járás (Okres Bratislava IV.)   | Pozsony (Bratislava) | 98 404              | 96,7          | 1 017,62            |
| Malackai járás Bazini járás Szenci járás I. II. III. IV. V. | Pozsonyi V. járás (Okres Bratislava V.)     | Pozsony (Bratislava) | 112 688             | 94,2          | 1 196,26            |
| Malackai járás Bazini járás Szenci járás I. II. III. IV. V. | Szenci járás (Okres Senec)                  | Szenc (Senec)        | 94 577              | 359,88        | 262,8               |
| Malackai járás Bazini járás Szenci járás I. II. III. IV. V. | Összesen                                    | –                    | 677 024             | 2052,53       | 229,85              |